# Boat people

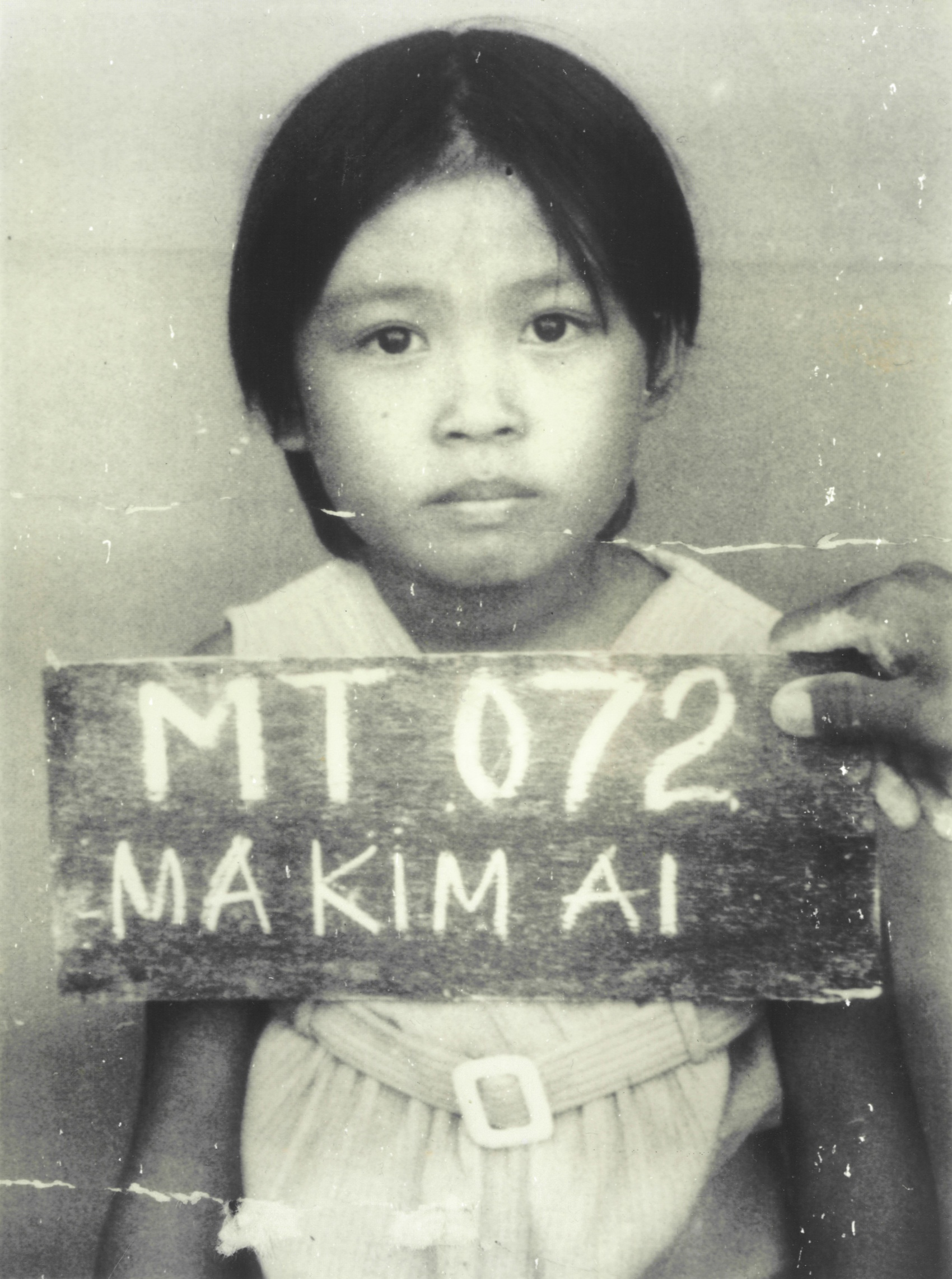
Wietnamska „boat person” w obozie dla uchodźców

Boat people (l. poj. boat person) – termin określający uchodźców lub osoby emigrujące z powodów ekonomicznych (ubóstwo), którzy starają się opuścić kraj zamieszkania drogą wodną, najczęściej przy pomocy wyeksploatowanych, prowizorycznych lub nawet własnoręcznie wykonanych jednostek pływających (niewielkich statków, łodzi, tratw itp.). Wybór drogi morskiej determinowany może być przez położenie geograficzne państwa opuszczanego i docelowego, mniejsze ryzyko wykrycia, zaznajomienie z morzem czy brak innej możliwości ucieczki itp.
Pierwotnie określenie to odnosiło się do mieszkańców Kambodży, Laosu, a zwłaszcza Wietnamu po zakończeniu wojny wietnamskiej, którzy prześladowani byli przez władze z powodów politycznych, ideologicznych lub etnicznych. Dodatkowym czynnikiem zachęcającym do emigracji była trudna sytuacja ekonomiczna. W 1979 wybuch wojny chińsko-wietnamskiej i represje wobec chińskich mniejszości narodowych w Wietnamie wywołał nową falę boat people. Również w sąsiedniej Kambodży działalność ludobójczego reżimu Czerwonych Khmerów wymuszała podejmowanie desperackich prób opuszczenia kraju.
Większość jednostek była nieprzystosowana do żeglugi na otwartym morzu, zazwyczaj była przeciążona, toteż ryzyko podróży było bardzo duże. Dochodziło do tego niebezpieczeństwo oszukania przez osoby organizujące przerzut, dostania się w ręce władz, zagubienia na morzu ze wszystkimi tego konsekwencjami, a zwłaszcza ataku piratów, którymi stali się „przekwalifikowani” tajscy rybacy.
Masowa skala takich migracji doprowadziła do kryzysu humanitarnego w skali międzynarodowej. Wysoki Komisarz Narodów Zjednoczonych do spraw Uchodźców (UNHCR) pod auspicjami Organizacji Narodów Zjednoczonych organizował obozy dla uchodźców, którym udało się dotrzeć do wybrzeży Malezji, Tajlandii, Filipin, Hongkongu czy Indonezji (ewentualnie drogą lądową). Warunki w obozach były złe, uchodźcy spotykali się często z otwartą wrogością. We współpracy z UNHCR rząd Stanów Zjednoczonych podejmował działania (Orderly Departure Program) umożliwiające imigrację i legalne osiedlenie się wietnamskich uchodźców w USA. W jego ślady poszły inne państwa (Australia, Kanada, Francja, Niemcy, Wielka Brytania, Włochy, inne kraje europejskie, a nawet Izrael). W późniejszym okresie fala uchodźstwa zmalała, trudniej było dostać pozwolenie na pobyt; zaczęli również przeważać emigrujący z przyczyn ekonomicznych.
Reformy w Wietnamie, ocieplenie stosunków z tym krajem, powrót Hongkongu do Chin, zachęty finansowe i inne czynniki w latach 90. XX w. spowodowały powrót części boat people do ojczyzny i zasadniczo rozwiązanie problemu.
W szerszym rozumieniu, mianem boat people określa się również uchodźców z takich krajów jak: Kuba, Haiti, Dominikana, Maroko (punkt startowy dla mieszkańców Afryki) czy Albania (masowe migracje do sąsiednich Włoch po upadku systemu komunistycznego i po krachu gospodarczym w 1997). Jest to jedynie element problemu globalnej emigracji z powodów ekonomicznych, niemniej jednak w pewnym sensie najbardziej spektakularny. Media wspominają o tym zagadnieniu często w kontekście tragicznych wypadków. W 2001 r. 353 Indonezyjczyków zginęło, kiedy zatonął statek, którym usiłowali dostać się do Australii.